# 六分儀座21
六分儀座21，又名BD-20 5134，HD 169420、SAO 186794、HR 6896，是六分儀座的一颗恒星，视星等为4.81，位于銀經11.74，銀緯-3.75，其B1900.0坐标为赤經18h 19m 23.6s，赤緯-20° -3.75′ 43″。